# Jamboard

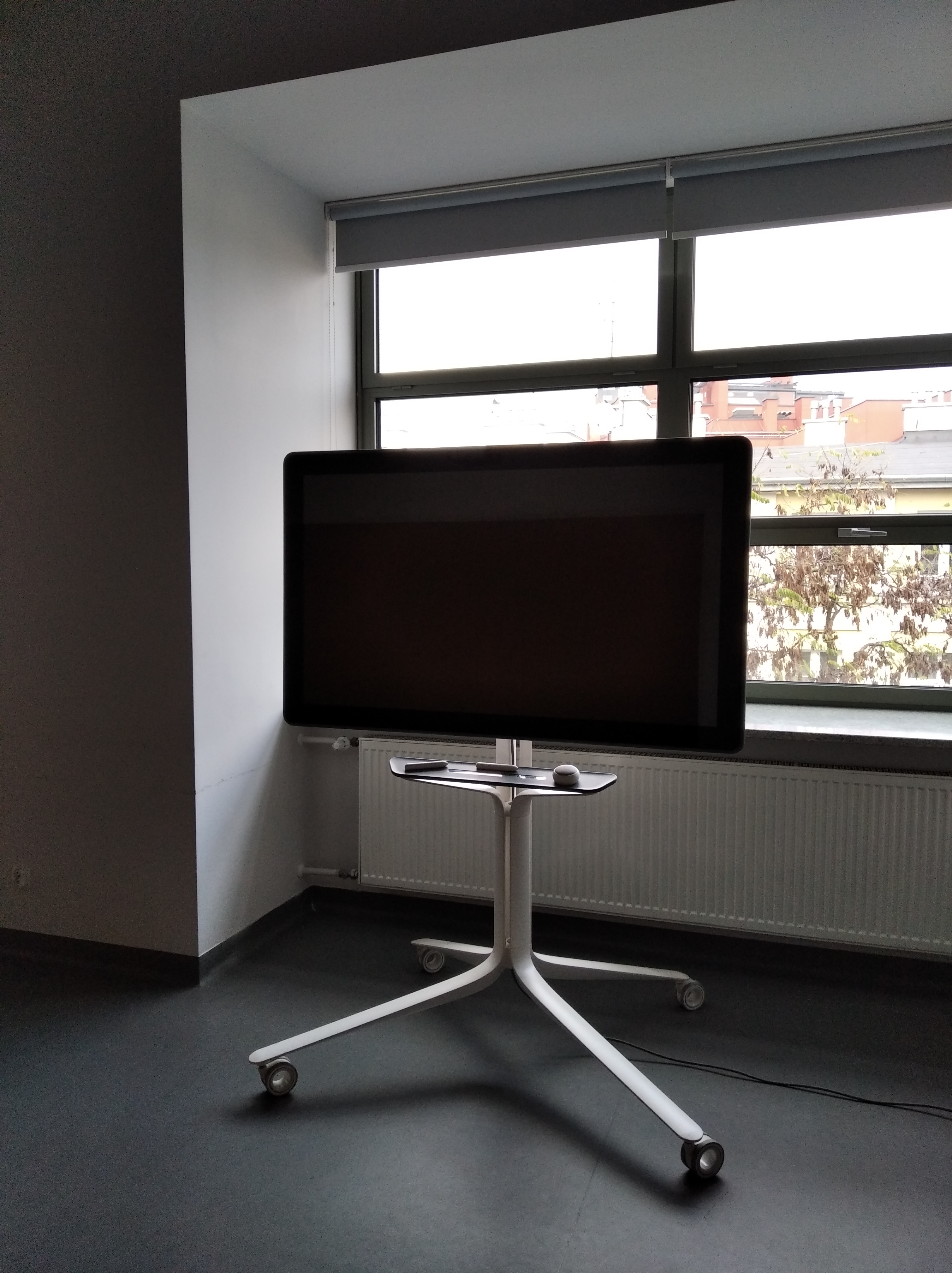
Jamboard tại Đại học SWPS

Jamboard là một bảng trắng tương tác kỹ thuật số được phát triển bởi Google để hoạt động với Google Workspace, trước đây được gọi là G Suite. Nó được công bố chính thức vào ngày 25 tháng 10 năm 2016. Jamboard có màn hình cảm ứng 55 inch 4K và có thể được sử dụng để cộng tác trực tuyến bằng Google Workspace.
Vào ngày 28 tháng 9 năm 2023, Google thông báo Jamboard sẽ bị ngừng hoạt động vào năm 2024.